# Le elezioni primarie del 1960
Le elezioni primarie del 1960 (Primary in inglese) è un film documentario prodotto e scritto da Robert Drew. Il film racconta le elezioni tra John Fitzgerald Kennedy e Hubert Humphrey per le primarie del Wisconsin. Nel 1990 è stato inserito nella National Film Registry.